# نيلسون إتش. مانينغ
نيلسون إتش. مانينغ هو سياسي أمريكي، (و. 1832  م). انتخب عضو مجلس نواب مينيسوتا ‏.